# Municipio de Albany (condado de Bradford)
El municipio de Albany (en inglés: Albany Township) es un municipio ubicado en el condado de Bradford en el estado estadounidense de Pensilvania. En el año 2000 tenía una población de 927 habitantes y una densidad poblacional de 11.1 personas por km².

## Geografía
El municipio de Albany se encuentra ubicado en las coordenadas 41°38′00″N 76°24′59″O / 41.63333, -76.41639.

## Demografía
Según la Oficina del Censo en 2000 los ingresos medios por hogar en la localidad eran de $36,932 y los ingresos medios por familia eran $37,250. Los hombres tenían unos ingresos medios de $29,271 frente a los $21,838 para las mujeres. La renta per cápita para la localidad era de $16,156. Alrededor del 5,7% de la población estaban por debajo del umbral de pobreza.